# دالاهو (کوهستان)
دالاهو نام کوهستانی در رشته‌کوه زاگرس در استان کرمانشاه است. دالاهو از دو واژه دال و هو تشکیل شده که احتمالا دال به معنای عقاب و هو از واژه هووگه به معنای محل و مأوا است، و دالاهو به معنای مأوای عقاب است.

## نقاط دیدنی
در این کوهستان زیبا جنگل و چشمه‌های زیادی و جود دارد مثل نره کانی، میری حصار، سراب قورچی واشی و سراب گوراجوب و سراب سفرشاه.
همین‌طور بسیاری از محل‌ها و زیارتگاه‌های مقدس آیین یاری و جامعه یارسان در این کوهستان واقع شده‌اند، از جمله محموعه زیارتگاه بابایادگار، چشمه غسلان، مر خاموش، تکیه حیدری، زیارتگاه‌های پیرموسی و پیربنیامین در کرند، خویار، سید درویش و ... .
تعداد پرشماری درختان و چشمه‌ها و غارهای مقدس برای یارسانیان در دالاهو جای گرفته و به‌طورکلی می‌توان کوهستان دالاهو را سرزمین مقدس یارسانان در نظر گرفت.

## گیاهان طبی و خوراکی
همچنین در کوهستان دالاهو گیاهان دارویی و خوراکی زیادی در این منطقه یافت می‌شود مثل چونویر که باعث معروفیت روغن کرمانشاهی شده‌است؛ این گیاه را داخل روغن ریخته تا مزه و طعم روغن را عوض کند و روغن بسیار خوشمزه و خوشبو شود. گیاهان خوراکی دیگری مثل کنگر، زو، پیرچک و ریواس نیز در این منطقه یافت می‌شود.